# Історико-культурні заповідники національного значення в Україні
Заповідники національного значення в Україні — об'єкти культурної спадщини України.

## Київ
| Найменування заповідника                                            | Розташування           |
| Національний заповідник «Софія Київська»                            | вул. Володимирська, 24 |
| Національний Києво-Печерський історико-культурний заповідник        | вул. Лаврська, 9       |
| Державний історико-архітектурний заповідник «Стародавній Київ»      | Андріївський узвіз, 5  |
| Державний історико-меморіальний Лук'янівський заповідник            | вул. Дорогожицька, 7   |
| Національний історико-меморіальний заповідник «Биківнянські могили» | селище Биківня         |
| Національний історико-меморіальний заповідник «Бабин Яр»            | місцевість Бабин Яр    |

## Автономна Республіка Крим
| Найменування заповідника                                                                                 | Розташування                                       |
| Архітектурно-історичний заповідник «Судацька фортеця» (філія Національного заповідника «Софія Київська») | м. Судак                                           |
| Державний історико-культурний заповідник у м. Бахчисараї                                                 | м. Бахчисарай вул. Річна, 133                      |
| Державний історико-культурний заповідник у м. Керчі                                                      | м. Керч, вул. Свердлова, 7 (вул. Айвазовського, 5) |
| Державний палацо-парковий музей-заповідник у м. Алупці                                                   | м. Алупка Палацове шосе, 10                        |
| Республіканський історико-археологічний заповідник «Калос-Лімен»                                         | селище Чорноморське                                |
| Історико-культурний заповідник «Старий Крим»                                                             | Кіровський район, м. Старий Крим                   |
| Історико-археологічний заповідник «Неаполь Скіфський»                                                    | м. Сімферополь                                     |
| Історико-культурний, меморіальний музей-заповідник «Кімерія М. О. Волошина»                              | селище Коктебель                                   |

## Севастополь
| Найменування заповідника                       | Розташування   |
| Національний заповідник «Херсонес Таврійський» | вул. Древня, 1 |

## Вінницька область

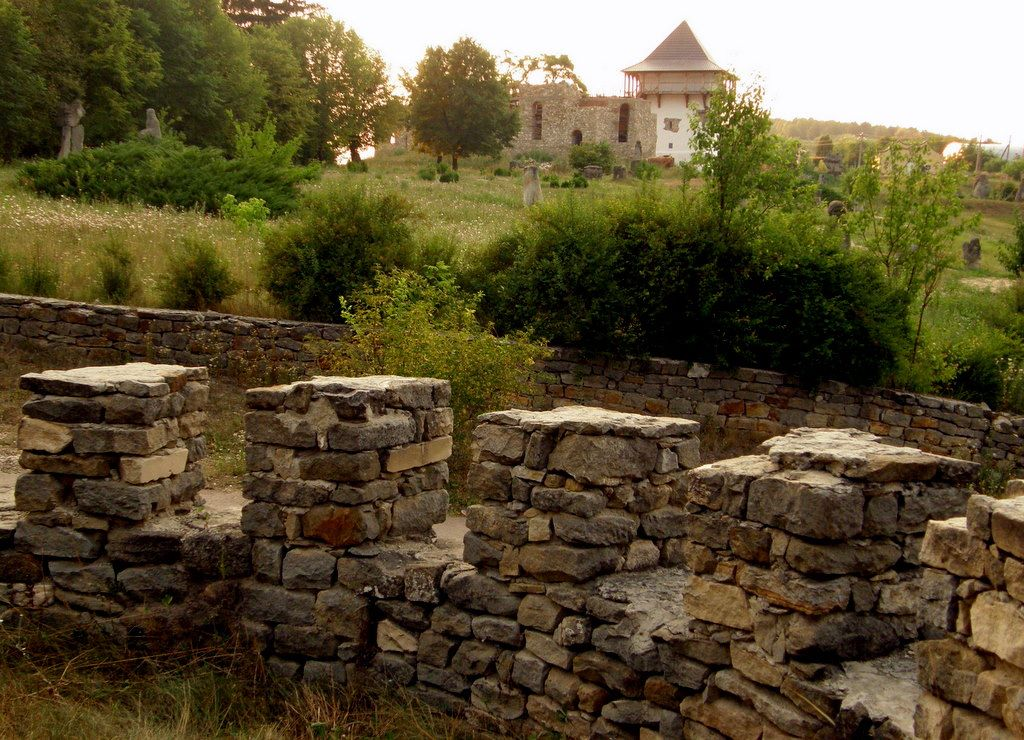
Історико-культурний заповідник «Буша»

| Найменування заповідника                        | Розташування               |
| Державний історико-культурний заповідник «Буша» | с. Буша, Ямпільський район |

## Волинська область
| Найменування заповідника                                         | Розташування                   |
| Історико-культурний заповідник у м. Луцьку                       | м. Луцьк, вул. Драгоманова, 23 |
| Державний історико-культурний заповідник «Стародавній Володимир» | м. Володимир                   |

## Донецька область
| Найменування заповідника                                      | Розташування |
| Державний історико-архітектурний заповідник у м. Святогірську | Святогірськ  |

## Запорізька область
| Найменування заповідника                                     | Розташування                                        |
| Національний заповідник «Хортиця»                            | м. Запоріжжя, о. Хортиця                            |
| Державний історико-археологічний заповідник «Кам'яна Могила» | Мелітопольський район, м. Мелітополь, біля с. Мирне |
| Історико-архітектурний заповідник «Садиба Попова»            | м. Василівка                                        |

## Івано-Франківська область
| Найменування заповідника               | Розташування                                           |
| Національний заповідник «Давній Галич» | Галицький район, с. Крилос, м. Галич, вул. І.Франка, 1 |

## Київська область
| Найменування заповідника                                                                                    | Розташування                          |
| Національний історико-етнографічний заповідник «Переяслав» [Архівовано 4 листопада 2019 у Wayback Machine.] | м. Переяслав, вул. Т.Шевченка, 8      |
| Державний історико-культурий заповідник у м. Вишгороді                                                      | м. Вишгород, вул. Шкільна, 58         |
| Національний музей-заповідник української військової звитяги                                                | Вишгородський район, с. Нові Петрівці |

## Кіровоградська область
| Найменування заповідника                                             | Розташування                                    |
| Державний музей-заповідник І. К. Тобілевича                          | Кропивницький район, с. Миколаївка, хутір Надія |
| Історико-архітектурний заповідник «Свято-Хрестовоздвиженська церква» | Кропивницький район, с. Розумівка               |
| Історико-меморіальний заповідник «Чорний Ворон»                      | Кропивницький район, с. Розумівка               |

## Львівська область

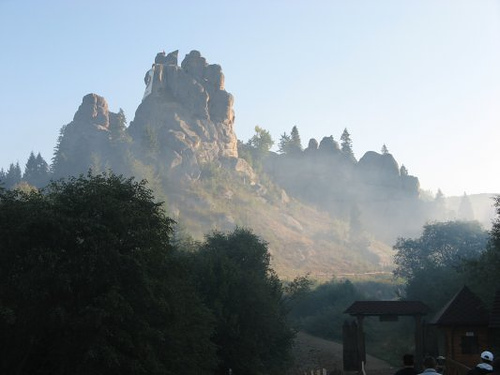
Тустань

| Найменування заповідника                                                                               | Розташування                     |
| Державний історико-архітектурний заповідник у м. Львові                                                | м. Львів, вул. Валова, 20        |
| Історико-культурний заповідник «Личаківський цвинтар»                                                  | м. Львів, вул. Личаківська       |
| Державний музей-заповідник «Олеський замок»                                                            | Буський район, селище Олесько    |
| Державний історико-архітектурний заповідник у м. Жовкві [Архівовано 4 березня 2021 у Wayback Machine.] | м. Жовква                        |
| Музей-заповідник «Золочівський замок»                                                                  | м. Золочів                       |
| Державний історико-культурний заповідник «Тустань»                                                     | Сколівський район, с. Урич       |
| Державний історико-культурний заповідник у м. Белз                                                     | м. Белз                          |
| Державний історико-культурний заповідник «Нагуєвичі»                                                   | Дрогобицький район, с. Нагуєвичі |
| Історико-культурний заповідник «Стільське городище»                                                    | селище Стільсько                 |
| Історико-культурний заповідник «Давній Пліснеськ»                                                      | с. Підгірці                      |
| Музей-заповідник «Підгорецький замок»                                                                  | с. Підгірці                      |
| Музей-заповідник гетьмана України Івана Виговського                                                    | с. Руда                          |
| Музей-заповідник «П'ятничанська вежа»                                                                  | с. П'ятничани                    |
| Історико-культурний заповідник «Древній Звенигород»                                                    | с. Звенигород                    |

## Миколаївська область
| Найменування заповідника                                | Розташування                   |
| Національний історико-археологічний заповідник «Ольвія» | Очаківський район, с. Парутине |

## Полтавська область
| Найменування заповідника                                          | Розташування                                           |
| Державний історико-культурний заповідник «Поле Полтавської битви» | м. Полтава, вул. Шведська могила, 32                   |
| Національний музей-заповідник українського гончарства в Опішному  | Зіньківський район, селище Опішня                      |
| Національний музей-заповідник М. В. Гоголя                        | Шишацький район, с. Гоголеве                           |
| Історико-культурний заповідник «Більськ»                          | Полтавський район, селище Котельва, вул. Покровська 13 |

## Рівненська область

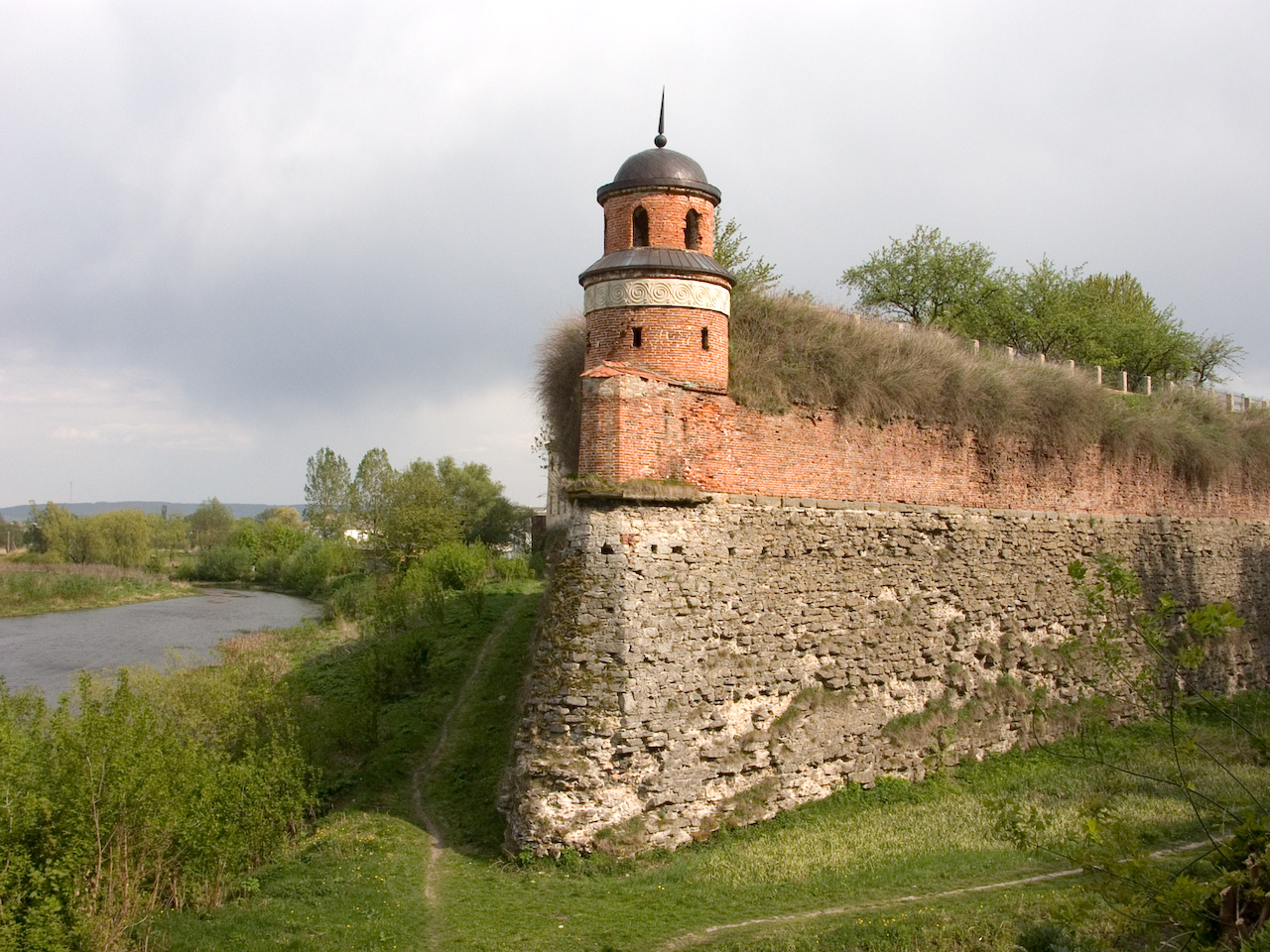
Дубно

| Найменування заповідника                                                | Розташування                                           |
| Державний історико-культурний заповідник у м. Дубно                     | м. Дубно, вул. Замкова, 7                              |
| Державний історико-культурний заповідник у м. Острозі                   | Рівненський район, м. Острог, вул. Академічна, 5       |
| Національний історико-меморіальний заповідник «Поле Берестецької битви» | Дубенський район, с. Пляшева, вул. Козацької Слави, 26 |

## Сумська область

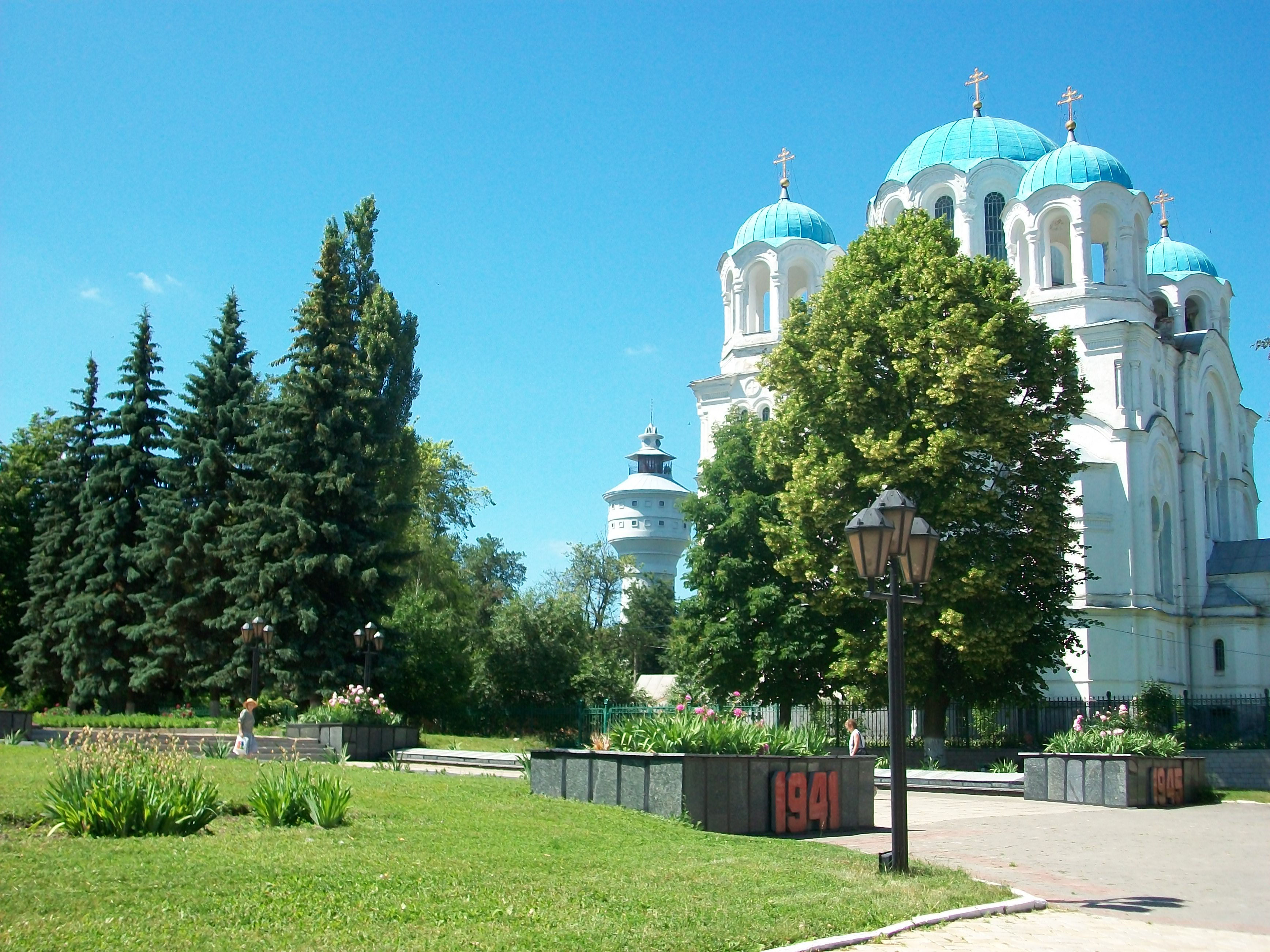
Трьох-Анастасіївська церква і водонапірна башта у Глухові

| Найменування заповідника                              | Розташування                                             |
| Державний історико-культурний заповідник у м. Глухові | м. Глухів, вул. Шевченка, 30                             |
| Державний історико-культурний заповідник у м. Путивлі | м. Путивль, вул. Кролевецька, 70                         |
| Державний історико-культурний заповідник «Посулля»    | Роменський район, с. Пустовійтівка, пров. Центральний, 4 |

## Тернопільська область
| Найменування заповідника                                            | Розташування            |
| Національний заповідник "Замки Тернопілля"                          | м. Збараж               |
| Кременецько-Почаївський державний історико-архітектурний заповідник | міста Кременець, Почаїв |
| Державний історико-архітектурний заповідник у місті Бережанах       | м. Бережани             |

## Харківська область
| Найменування заповідника                                 | Розташування                         |
| Історико-археологічний музей-заповідник «Верхній Салтів» | Вовчанський район, с. Верхній Салтів |
| Чугуївський історико-культурний заповідник ім. І. Рєпіна | м. Чугуїв                            |

## Хмельницька область
| Найменування заповідника                                   | Розташування                                 |
| Національний історико-архітектурний заповідник «Кам'янець» | м. Кам'янець-Подільський, вул. Татарська, 20 |
| Історико-культурний заповідник «Самчики»                   | Старокостянтинівський район, с. Самчики      |
| Державний історико-культурний заповідник «Межибіж»         | Летичівський район, селище Меджибіж          |

## Черкаська область
| Найменування заповідника                                                  | Розташування                                               |
| Національний історико-культурний заповідник «Чигирин»                     | м. Чигирин, вул. Грушевського, 26                          |
| Шевченківський національний заповідник у м. Каневі                        | м. Канів, Тарасова гора                                    |
| Національний історико-культурний заповідник «Батьківщина Тараса Шевченка» | Звенигородський район, с. Шевченкове, вул. Петровського, 3 |
| Державний історико-культурний заповідник у м. Кам'янці                    | м. Кам'янка, вул. Героїв Майдану, 42                       |
| Державний історико-культурний заповідник «Трахтемирів»                    | Канівський район, c. Трахтемирів с. Григорівка             |
| Державний історико-культурний заповідник у м. Корсуні-Шевченківському     | м. Корсунь-Шевченківський, острів Коцюбинського, 4         |
| Державний історико-архітектурний заповідник «Стара Умань»                 | м. Умань                                                   |
| Державний історико-культурний заповідник «Трипільська культура»           | Звенигородський район, с. Легедзине                        |

## Чернівецька область
| Найменування заповідника                                        | Розташування |
| Державний історико-архітектурний заповідник «Хотинська фортеця» | м. Хотин     |

## Чернігівська область

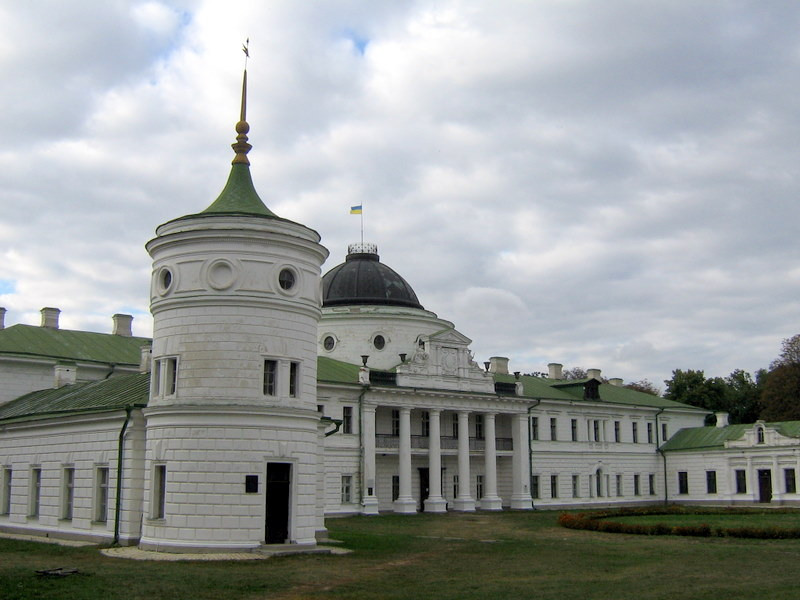
Палац в Качанівці

| Найменування заповідника                                               | Розташування                                       |
| Національний архітектурно-історичний заповідник «Чернігів стародавній» | м. Чернігів, вул. Преображенська, 1                |
| Національний історико-культурний заповідник «Гетьманська столиця»      | Ніжинський район, м. Батурин, вул. Гетьманська, 74 |
| Національний історико-культурний заповідник «Качанівка»                | Прилуцький район, селище Качанівка                 |
| Державний історико-культурний заповідник «Слово о полку Ігоревім»      | м. Новгород-Сіверський, вул. Пушкіна, 1            |
| Історико-меморіальний музей-заповідник «Ганнина Пустинь»               | с. Оленівка, вул. Куліша, 13                       |